# Montcombroux-les-Mines
Montcombroux-les-Mines är en kommun i departementet Allier i regionen Auvergne-Rhône-Alpes i de centrala delarna av Frankrike. Kommunen ligger  i kantonen Le Donjon som ligger i arrondissementet Vichy. År 2022 hade Montcombroux-les-Mines 295 invånare.

## Befolkningsutveckling
Antalet invånare i kommunen Montcombroux-les-Mines
Referens: INSEE